# 吉拉柳
吉拉柳（学名：Salix gilashanica）为杨柳科柳属的植物，为中国的特有植物。分布于中国大陆的四川、青海、西藏、云南等地，生长于海拔3,100米至4,680米的地区，见于山坡或山顶，目前尚未由人工引种栽培。

## 异名
- Salix kulashanensis C. Wang et P. Y. Fu